# Bulbine cepacea
Bulbine cepacea és una espècie de planta herbàcia que pertany a la família de les asfodelàcies, subfamília de les asfodelòidies.
Té una roseta espiral de fulles erectes, esveltes (màx. 1 cm), verdes i lineals amb puntes agudes. Les fulles són gairebé arrodonides en secció transversal, tenen una superfície superior plana i una superfície inferior més rodona. Té una tija curta per sobre del seu tubercle subterrani. Aquesta espècie floreix a la tardor, entre els mesos de març a maig.
És endèmica de la província sud-africana del Cap Occidental, on es troba en vegetació semi-seca de Renosterveld, a l'est fins a Riversdale. Creix a les planes pedregoses i pendents més baixos.

## Taxonomia
Bulbine cepacea va ser descrita per (Burm.f.) Wijnands i publicat a Bothalia 21(2): 157, a l'any 1991.
Etimologia
Bulbine: que rep el nom del tubercle en forma de bulb de moltes espècies.
cepacea: epítet
Sinonímia
- Anthericum pugioniforme Jacq.
- Bulbine bisulcata Haw.
- Bulbine cataphyllata Poelln.
- Bulbine inexpectata Poelln.
- Bulbine parviflora Baker
- Bulbine pugioniformis (Jacq.) Link
- Bulbine tuberosa (Mill.) Oberm.
- Ornithogalum cepaceum Burm.f.
- Ornithogalum tuberosum Mill.
- Phalangium bisulcatum (Haw.) Kuntze
- Phalangium pugioniforme (Jacq.) Kuntze[6]